# Paulo Antônio de Oliveira
Paulo Antônio de Oliveira, meglio noto come Paulinho (Cuiabá, 16 luglio 1982), è un ex calciatore brasiliano, di ruolo attaccante.